# Důl Borynia
Důl Borynia (polsky Kopalnia Węgla Kamiennego „Borynia“, KWK Borynia) je činný černouhelný důl společnosti Jastrzębska Spółka Węglowa, která se nachází u vsi Szeroka, která je součástí města Jastrzębie-Zdrój, okres Jastrzębie-Zdrój, ve Slezském vojvodství.

## Historie
Výstavba dolu byla zahájena v 60. letech 20. století a slavnostní uvedení do provozu proběhlo 4. prosince 1971. Tehdy se jednalo o samostatný důlní podnik v rukách státu.
Od 1. května 1993 je důl součástí společnosti Jastrzębska Spółka Węglowa S.A.
Od počátku těžby do období kolem roku 2005 důl vyexpedoval 80 milionů tun uhlí a bylo vyraženo 773 km důlních chodeb.

## Technické údaje
- Rozloha dobývacího prostoru: 17,4 km²
- Operativní zásoby uhlí: 34 mln tun
- Průměrná denní těžba: 9600 tun
- Důlní patra:
  - těžební: 713, 838, 950 m
  - ventilační: 698, 823 m